# A. J. Terrell
Aundell Terrell Jr. (* 13. September 1998 in Atlanta, Georgia, Vereinigte Staaten) ist ein US-amerikanischer American-Football-Spieler auf der Position des Cornerbacks. Er spielt aktuell für die Atlanta Falcons in der National Football League (NFL).

## Frühe Jahre
Terrell ging auf die Highschool in Atlanta, Georgia. Später besuchte er die Clemson University. Nach der Saison 2019 erklärte er, dass er sich zum NFL Draft 2020 anmelden werde.

## NFL
Terrell wurde im NFL Draft 2020 in der ersten Runde an 16. Stelle von den Atlanta Falcons ausgewählt. Gegen die Minnesota Vikings, am sechsten Spieltag der Saison 2020, fing er seine erste Interception in der NFL.
In seiner zweiten Saison gelangen Terrell drei Interceptions. Terrell wurde von mehreren Experten als einer der besten Cornerbacks der Saison gesehen. Die Analysten von Pro Football Focus gaben Terrell einen Coverage Grade von 88,2, welches den besten Wert aller Cornerbacks in der Liga darstellte. Er wurde in das AP Second Team All-Pro gewählt. Nach einer eher durchschnittlichen Saison 2022 mit 47 Tackles, 9 verteidigten Pässen und einem zurückeroberten Fumble war er sowohl 2023 als auch 2024 Starter in allen 17 Regular-Season-Spielen. Seine Interception in Woche 6 der Saison 2024, als er einen Pass von Andy Dalton abfing, markierte den Wendepunkt im Spiel gegen die Carolina Panthers, der letztlich den 38:20-Sieg einleitete.

## Persönliches
2019 wurde sein Sohn Aundell III geboren.